# 美代子阿佐ヶ谷気分
『美代子阿佐ヶ谷気分』（みよこあさがやきぶん）は、安部慎一が1971年に『ガロ』3月号に発表した日本の漫画作品、およびそれを原作とした日本映画。

## 書誌情報
- 美代子阿佐ヶ谷気分（1979年、青林堂） ※限定900部
- 美代子阿佐ヶ谷気分（2000年7月3日、ワイズ出版、ISBN 978-4898300350）
- やさしい人 安部慎一短編集（2016年8月12日、青林工藝舎、ISBN 978-4883794287）
- 安部慎一短編集 美代子阿佐ヶ谷気分（2025年3月26日、青林工藝舎、ISBN 978-4883795215）

## 映画
「美代子阿佐ヶ谷気分」も含めた多数の安部の短編作品が原作となっており、1970年代から1990年代までの安部とその妻・美代子の人生を、虚実皮膜に描いている。
また主題歌には、安部の息子たちがボーカル、ベースをつとめるバンドSPARTA LOCALSの曲が採用されている。
国内外の映画祭に招待される。町田マリーが第31回ヨコハマ映画祭にて最優秀新人賞、第19回日本映画プロフェッショナル大賞新人奨励賞を受賞、Cinema Digital Seoul（韓国/2010）でブルーカメレオン賞、映画コラージュ賞をW受賞、などを受賞した。

### キャスト
- 安部愼一：水橋研二
- 安部美代子：町田マリー
- 川本賢治：本多章一
- 池田溺：松浦祐也
- 真知子：あんじ
- 松田：佐野史郎
- 編集長：林静一
- 原マスミ
- 三上寛
- 銀座吟八
- 飯島大介
- 杉作J太郎
- しまおまほ
- 飯島洋一
- 和倉義樹
- 石川真希
- つげ忠男
- 高野慎三
- 東陽片岡
- ダーティ工藤
- 石川淳志
- シバ
- 岸野雄一
- 田渕純
- サミー前田
- 寺本綾乃
- ギャランティーク和恵

### スタッフ
- 製作総指揮：岡田博
- プロデューサー：白尾一博、宮下昇
- 原作：安部愼一
- 脚本：福田真作、坪田義史
- 監督：坪田義史
- 撮影監督：山崎大輔
- 撮影：与那覇政之
- 照明：高橋拓
- 助監督：片山昌志
- 美術：田中浩二、尾崎雅明
- 録音：斎木琢磨
- 編集：白尾一博、坪田義史
- スチール：首藤幹夫、杉本育子
- ヘアメイク：村木アケミ
- スタイリスト：吉田実穂
- 音楽：SPARTA LOCALS、Maher Shalal Hash Baz、Tenniscoats、恒松正敏、武藤健城、shuhey、chihei hatakeyama

なお、マヘル・シャラル・ハシュ・バズの音源に関しては、原盤を有するオルグレコードには無断で引用されていることが、渚にての柴山によって指摘されている。